# 小行星8340
小行星8340（英語：8340 Mumma）是一颗围绕太阳公转的小行星。1985年10月15日，愛德華·鮑威爾在可可尼诺县发现了此天体。
这颗小行星的绝对星等为22.72495103899976等。